# Orda (sajtféleség)

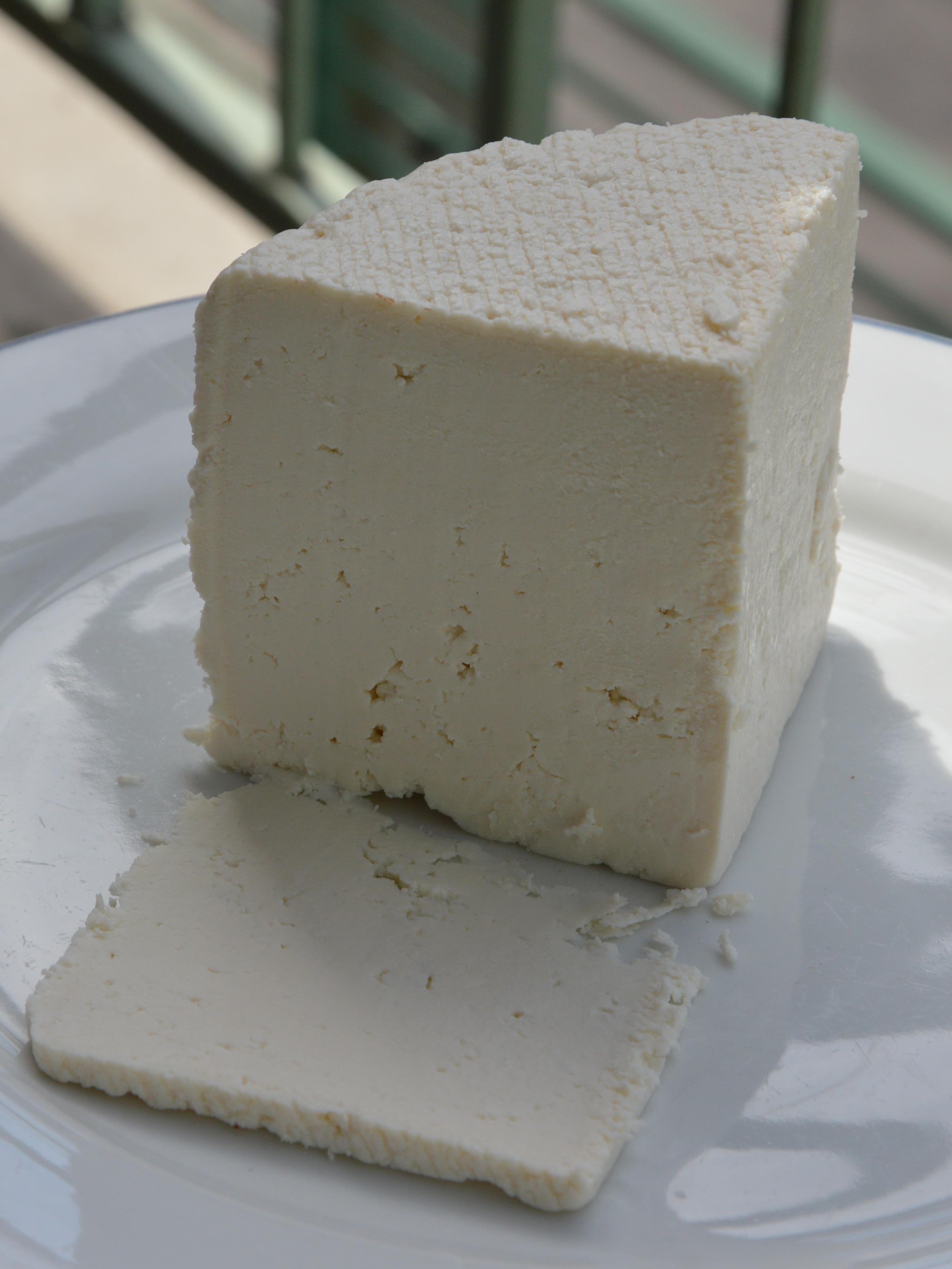
Orda

Az orda tejsavóból ún. másodlagos eljárással készített sajtféleség (albumin savósajt). A friss sajtok közé tartozik.

## Elnevezése
Neve a román nyelv urdă szavából származik. Már a 16. században előfordult a magyar nyelvben, például Nádasdy Anna 1549-ben Nádasdy Tamáshoz írt levelében. Nem függ össze az ordas szóval, amely sokkal régebbi a magyar nyelvben.

## Leírása, készítése
A tejből a túró és sajt készítésekor visszamaradó ún. savó még sok ásványi anyagot, tejcukrot, albuminfehérjét és zsírt tartalmaz. A savófehérje jóval nagyobb koncentrátumú, mint a tejfehérje, a tojásfehérjéét is meghaladja, a tej ásványi anyagainak mintegy 80%-a megmarad benne (magnézium, cink, vas, foszfor, kalcium, réz és szelén), és gazdag C-, B-, H vitaminokban.
A tejsavót forráshoz közeli hőmérsékletre, 70–90 °C-ra melegítve és sav hozzáadásával (citromsav vagy ecetsav) a benne maradt fehérjék (laktalbumin) pelyhes csapadék formájában kicsapódnak; ezt nevezik a sajtgyártásban másodlagos eljárásnak, az olasz ricotta szó is erre utal: am. újrafőzött, továbbfinomított. A savó természetes úton is megsavanyodik bizonyos idő után – sav hozzáadása nélkül is. Az eljárás eredménye a zsendice, amelyet tovább sűrítve: sajtruhán átszűrve, hosszabb ideig csurogni hagyva (kb. 12 óra) lesz belőle orda.
Az elsődleges eljárással készült sajtok mennyiségéhez képest csak kevesebb mennyiségű orda nyerhető ki a savóból (kb. 6–10%).

## Felhasználása
Állaga lágyabb, mint a tehéntejből készült túróé, de ahhoz hasonlóan felhasználható. Tejcukortartalma miatt romlékony, emiatt csak a frissen készült ordát javasolt felhasználni. Tartósítás céljából sóval gyúrják össze, és hűtve tárolják.
Az orda kiváló tápértékű, és szinte salakmentesen emészthető. A tejből készült sajtokhoz képest sokkal kevesebb az energiatartalma, így fogyókúrázók is fogyaszthatják.
Erdélyben kedvelt desszert az ordás palacsinta, ami úgy készül, hogy az egyik oldalán megsült vékony palacsintát cukorral és apróra vágott kaporral ízesített ordával töltik meg, kettőbe hajtják, majd a két külső oldalát is megsütik.